# Farewell Spit Lighthouse
Farewell Spit Lighthouse ist ein Leuchtturm auf der Landzunge Farewell Spit in der Region Tasman im Süden der Südinsel Neuseelands. Er wird von Maritime New Zealand betrieben.
Da die weit ins Meer hinausragende Landzunge Farewell Spit wegen zahlreicher Schiffbrüche gefürchtet war, beschloss man einen Leuchtturm zu errichten. Da dieser Turm im Gegensatz  zu vielen anderen des Landes nicht auf einer hohen Klippe errichtet werden konnte, musste er besonders hoch sein.
Ein Turm aus Hartholz wurde 1869–1870 gebaut und am 17. Juli 1870 in Betrieb genommen. Er wurde von einer Öllampe beleuchtet. Bereits 1891 stellte man fest, dass das Holz zunehmend verrottete. Daher ersetzte man ihn durch eine Stahlfachwerkkonstruktion, die im Januar 1897 in Betrieb ging. In den 1930er Jahren wurde der Turm elektrifiziert und von einem Dieselgenerator versorgt. In den 1960er Jahren erfolgte der Anschluss an das nationale Stromnetz.
1984 wurde der Turm automatisiert und wird seitdem wie alle Leuchttürme Neuseelands von einem zentralen Kontrollraum am Sitz von Maritime New Zealand in Wellington ferngesteuert.
Im September 1999 wurde der Turm mit einem neuen rotierenden Leuchtfeuer mit 50-W-Halogenlampe ersetzt. Das alte Leuchtfeuer wird in einer Hütte am Fuß des Turmes ausgestellt.
Der Turm befindet sich in einem vom Department of Conservation verwalteten Schutzgebiet. Die Landzunge kann im Rahmen geführter Touren besichtigt werden, der Turm selbst ist nicht zugänglich. Eine der Hütten des Leuchtturmwärters beherbergt ein kleines Museum.